# Научное общество им. Братьев Гримм
Научное общество им. Братьев Гримм также Общество братьев Гримм (нем. Brüder Grimm Gesellschaft, BGG) — международная общественная некоммерческая организация, изучающая исторические корни немецкой культуры и научное наследие основателей германистики Братьев Гримм.

## История

### Первое Общество братьев Гримм
Идея создания научно-исследовательского центра по изучению ранних этапов истории немецкой культуры возникла накануне столетних юбилеев со дня рождения Братьев Гримм (1895 и 1896 гг.). Признание роли этих учёных в разыскании исторических корней немецкого языка и литературы, как основателей специального направления историко-филологических исследований — германистики, определило стремление научных кругов Германии того времени создать научно-мемориальный комплекс, посвящённый Якобу и Вильгельму Гримм. В 1896 г. в городе Кассель были заложены основы музея и научной библиотеки, вокруг которых начала складываться международная исследовательская группа. Её задачей было «служить сохранению и развитию немецкой культуры в духе Братьев Гримм».

### Программа и устав
Программу Общества в 1896 г. изложил сын Вильгельма Гримма литературовед Герман Фридрих Гримм:

§ 1. Кассельское Общество братьев Гримм ставит себе целью сохранять надлежащим образом память о Братьях Гримм и их научных заслугах.

§ 2. Для достижения этой цели Общество уделяет специальное внимание следующим задачам:

2.1. собирание материалов, относящихся к жизни и деятельности Братьев Гримм, их семьи и друзей, а также сохранение этих материалов в библиотеке и музее; 

2.3. оказание помощи в работах по изданию научного наследия Братьев Гримм и литературы о них;

2.4. популяризация произведений Братьев;

2.5. сбор средств для проведения памятных мероприятий, посвящённых Братьям Гримм.

### Возрождение Общества братьев Гримм
После смерти Германа Гримма интерес к его масштабным замыслам в отношении пропаганды и развития идей Братьев Гримм заметно угас. Общество пришло в упадок и фактически превратилось в нерегулярный семинар при Кассельском музее. Реанимация Общества связана с проводившейся нацистской Германией политикой популяризации «чистой, исконно немецкой культуры», что предполагало прежде всего обращение к наиболее ранним периодам истории немецкого языка и литературы. Глава управления Имперской палаты литературы (нем. Reichsschriftskammer) по Гессену Карл Кальтвассер инициировал и возглавил работы по воссозданию Общества братьев Гримм. Торжественное открытие восстановленной и обновлённой организации состоялось 13 апреля 1942 г. С этого момента общество функционирует как международный научно-исследовательский институт — «Научное общество им. Братьев Гримм».

## Руководство и структура
Научное общество им. Братьев Гримм возглавляется Председателем. С 2008 г. председателем является кассельский политик Вернер Нойзель (нем. Werner Neusel). Текущее руководство осуществляет исполнительный директор (с 1989 г. этот пост бессменно занимает директор Кассельского музея Братьев Гримм доктор Бернхард Лауэр (нем. Bernhard Lauer)). Сопровождение научно-исследовательских программ осуществляет Учёный совет. Коммерческой деятельностью Общества руководит Экономическое управление. В 2003 г. бюджет Общества составлял 150.000 евро.